# Peucedanum knappii
Peucedanum knappii är en flockblommig växtart som beskrevs av Joseph Friedrich Nicolaus Bornmüller. Peucedanum knappii ingår i släktet siljor, och familjen flockblommiga växter. Inga underarter finns listade i Catalogue of Life.